# Калганчи
Калганчи (тур. Kalgançı, азерб. Qalqançı) — конец света в тюркских и алтайских народных верованиях. Его также называют «Калганчи Чаг» (тур. Kalgançı Çağ).

## Определение и содержание
День, когда мир и/или вселенная погибнут, а затем воскреснут все мертвые. Согласно этому убеждению, земная жизнь непостоянна; однажды это закончится, и люди, животные и растения погибнут. Род человеческий начнет угасать, преступления умножатся, грехи уйдут, а страх Божий у людей исчезнет. В конце великой войны, которая произойдет между Ульгенем, символом добра, и Эрликом, символом зла, все бойцы умрут, кроме Ульгеня. Когда Ульгень увидит, что все живое умерло и что на земле не осталось никого, кроме него, он закричит: «Вставайте, мертвые люди».  Людей станет меньше, зла прибавится, Эрлик Хан приблизится к миру.
Эта концепция в значительной степени сформировалась под влиянием ислама, а также под влиянием христианства, манихейства и буддизма. Например, вера в то, что солнце взойдет с запада, возникла под влиянием ислама.

## Конец времени
Слово «ахир заман» имеет арабское происхождение и встречается в виде почти одних и тех же терминов у разных тюркских народов. «Ахирги Заман» в каракалпакском языке; «Охир замон» в узбекском языке; «Ахар самана» по-чувашски . Хотя истоком этого понимания является ислам, другим источником являются мифологические воззрения древних тюрков.
Согласно одному из поверий, однажды солнце и луна объединятся и сожгут землю. Тогда наступит апокалипсис. Согласно другому поверью, в тот день, когда солнце взойдет с запада, воды поднимутся и покроют все стороны. После этого вершина мира станет плоской.